# Hind (månekrater)
 For alternative betydninger, se Hind. (Se også artikler, som begynder med Hind)
Hind er et nedslagskrater på Månen, beliggende i den sydøstlige del af sletten Hipparchus, øst for Halley krateret.
Krateret har en dybde på ca. tre kilometer og en diameter på 29 kilometer.
Hind er opkaldte det efter den engelske astronom John Russel Hind (1823 – 1895).

## Ekstern henvisning
- Gazetteer of Planetary Nomenclature, Hind

| Astronomi | Spire Denne artikel om astronomi er en spire som bør udbygges. Du er velkommen til at hjælpe Wikipedia ved at udvide den. |